# مقاطعة كروفورد (ميشيغان)
مقاطعة كروفورد هي مقاطعة تقع في المنطقة الشمال شرق الوسطى من شبه الجزيرة السفلى بولاية ميشيغان الأمريكية، بلغ عدد سكانها 14٬074 نسمة،  بحسب تعداد عام 2010، عاصمتها غرايلينغ، وتبلغ مساحتها 1٬459 كيلومتر مربع.

## الموقع
تشترك مقاطعة كروفورد في الحدود مع:
- مقاطعة أوتسيغو - من جهة الشمال
- مقاطعة مونتمورنسي - من جهة الشمال الشرقي
- مقاطعة أوسكودا - من جهة الشرق
- مقاطعة أوجيماو - من جهة الجنوب الشرقي
- مقاطعة روسكومون - من جهة الجنوب
- مقاطعة ميساوكي - من جهة الجنوب الغربي
- مقاطعة كالكاسكا - من جهة الغرب
- مقاطعة أنتريم - من جهة الشمال الغربي

## التقسيمات الإدارية
- غرايلينغ.

## وصلات خارجية
- حكومة مقاطعة كروفورد (بالإنجليزية)
- "مراجع حول مقاطعة كروفورد". مكتبة كلارك التاريخية، جامعة ميشيغان الوسطى. مؤرشف من الأصل في 2019-12-13. (بالإنجليزية)